# Elbe-Weser-Dreieck

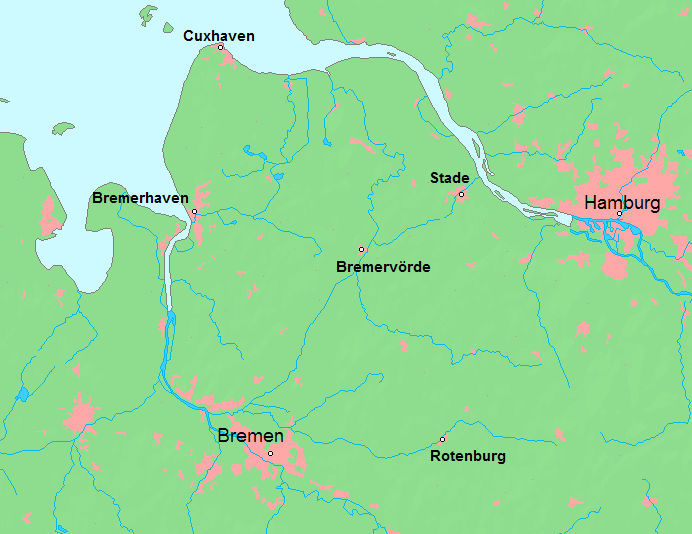
Elbe-Weser-Dreieck

Das Elbe-Weser-Dreieck, auch das „nasse Dreieck“ genannt, ist das Gebiet zwischen Unterweser und Außenweser einerseits und der Elbmündung und der Unterelbe andererseits. Damit ist es eigentlich eine große Halbinsel im Tidebereich, zu der auch die Knechtsände gehören. Historisch und politisch entspricht dieses „Nasse Dreieck“ etwa dem früheren schwedischen Besitz Bremen-Verden und dem daraus hervorgegangenen Regierungsbezirk Stade.

## Politische Gliederung
Das Elbe-Weser-Dreieck befindet sich nahezu vollständig in Niedersachsen. Kleine Teile gehören zu den Stadtstaaten Hamburg und Bremen.
Zum niedersächsischen Hauptteil des Elbe-Weser-Dreiecks gehören der Landkreis Cuxhaven, der
Landkreis Stade, der Landkreis Osterholz, der Landkreis Rotenburg (Wümme) und der Landkreis Verden. Bis 1978 bildeten diese Landkreise den Regierungsbezirk Stade.
Geografisch gehören auch Teile der Länder Bremen und Hamburg zum Elbe-Weser-Dreieck. Wegen der unabhängigen Entwicklung der Großstädte wird mit dem Begriff Elbe-Weser-Dreieck meistens nur der ländlich geprägte niedersächsische Anteil bezeichnet.

## Regionen

### Teilbereiche
Der größte Teil des Elbe-Weser-Dreiecks gehört zum Naturraum Stader Geest, die ihrerseits in mehrere Teilgebiete unterteilt wird. Hierzu gehört die Achim-Verdener Geest mit der Lintelner Geest, die Wesermünder Geest mit der Osterholzer Geest, das Teufelsmoor, die Wümmeniederung und die Zevener Geest. An der Elbe erstreckt sich das Alte Land, Kehdingen und das Land Hadeln, in deren Hinterland sich die Wingst befindet. Entlang der Nordsee erstreckt sich das Land Wursten, in Bremen-Nord findet sich der Geestrücken der Bremer Schweiz. Im touristischen Kontext hat sich für das Gebiet des Landkreises Cuxhaven der Kunstbegriff Cuxland etabliert.

### Landschaftsbild und Geologie
Die Landschaft mit Watt, Marschland, Moor und Geest ist weitgehend flach. Ein kleiner Höhenzug ist die 74 Meter hohe Wingst im nördlichen Bereich. Die Mitte des Dreiecks wird von der Stader Geest eingenommen. Weite Gebiete sind von teilweise trockengelegten Mooren wie dem Teufelsmoor und dem Alten Land geprägt. Hochmoore – Ahlenmoor, Langes Moor, Hymenmoor und Königsmoor – mit Torfmächtigkeiten von 2 bis 6 Metern. Typisch für das Landschaftsbild sind ferner weite Geestrücken, oft mit Kiefern- oder Mischwäldern, Heidegebiete und naturbelassene Flüsse wie die Oste, Hamme und die Wümme. Die Geeste ist ab Kührstedt kanalisiert, ebenso der Unterlauf der Lune.
Den Untergrund im Gebiet bilden im Wesentlichen die Moränen und Schmelzwasserablagerungen der Saaleeiszeit, der vorletzten Vereisungsperiode des Pleistozäns. Diese formen die sandigen Rücken der Geest mit ihren typischen Findlingen aus Granit und Gneis. Die Endmoränen der letzten Vereisung (Weichseleiszeit) haben das Gebiet nicht mehr erreicht. Die Geländeformen sind sehr viel sanfter und flacher, als z. B. in der Holsteinischen Schweiz.

## Geschichte
Das Elbe-Weser-Dreieck setzt sich aus den historischen Territorien Bremen und Verden zusammen, die nach dem Dreißigjährigen Krieg zum unter schwedischer Herrschaft stehenden Reichsterritorium Bremen-Verden mit der Hauptstadt Stade zusammengefasst wurden. Seit 1397 sind die regelmäßigen Treffen der Landstände in Basdahl überliefert, wo politische Entscheidungen getroffen wurden. Diese Landstände weisen eine Kontinuität zur heute bestehenden Landschaft der Herzogtümer Bremen und Verden auf, die im Rahmen des Landschaftsverbandes Stade und im Auftrag des Landes Niedersachsen bis heute Träger der regionalen Kultur- und Identitätspflege im Elbe-Weser-Dreieck sind. Ferner ist die Landschaft heute über die Landschaftliche Brandkasse ein Träger der VGH Versicherungen. Ab 1712 gehörte das Gebiet des Elbe-Weser-Dreiecks nach kurzem dänischem Intermezzo zu Kurhannover, dem späteren Königreich Hannover. Während der napoleonischen Kriege wurde das Elbe-Weser-Dreieck dem Französischen Kaiserreich zugeschlagen. 1823 entstand aus dem Gebiet die Landdrostei Stade, der 1837 das Land Hadeln zugeteilt wurde. Nach Annexion des Königreiches Hannover durch Preußen 1866 wurde der Regierungsbezirk Stade errichtet. 1827 gründete die Hansestadt Bremen auf vormals hannoverschem Gebiet den Hafen Bremerhaven, welches 1939 dem preußischen Wesermünde zugeschlagen wurde. Es gelangte 1947 zum Land Bremen (zurück) und wurde zum heutigen Bremerhaven. Weitere Gebietsveränderungen ergaben sich im Raum Bremen, als Teile des ehemaligen Kreises Blumenthal und Mahndorf zu Bremen gelangten, Hemelingen, Lesum und Vegesack als Kompensation für den Verlust des heutigen Mitte (Bremerhaven). Grenzverschiebungen ergaben sich auch im Raum Hamburg, das im Rahmen des Groß-Hamburg-Gesetzes um südelbische Gebiete erweitert wurde. Cuxhaven kam zum Regierungsbezirk Stade. In der Nachkriegszeit in Deutschland erlebte das Elbe-Weser-Dreieck durch Heimatvertriebene und Flüchtlinge sowie allgemein durch Zuwanderung in die großstädtischen Ballungsräume Hamburg und Bremen und den verkehrsgünstig gelegenen Raum zwischen diesen Metropolen ein bis heute anhaltendes starkes Bevölkerungswachstum. 1978 wurde der Regierungsbezirk Stade dem benachbarten Regierungsbezirk Lüneburg zugeschlagen, der seinerseits zum Jahr 2005 aufgelöst wurde. Heute ist der frühere Regierungsbezirk Stade noch im Einzugsbereich vieler Institutionen, Kirchensprengel und des Landschaftsverbandes Stade erkennbar.

## Kultur
Mehr als einhundert Museen und museale Sammlungen gibt es mittlerweile im Elbe-Weser-Dreieck. 

### Landschaftsverband Stade

Landschaftsverband Stade im Elbe-Weser-Dreieck

Im Bereich des Elbe-Weser-Dreiecks besteht die in der Tradition der alten Landstände stehende Landschaft der Herzogtümer Bremen und Verden, die zur regionalen Identitäts-, Kultur- und Traditionspflege gemeinsam mit Kommunen und anderen Institutionen den Landschaftsverband Stade gegründet hat.

### Archäologie
In dem durch Geest und Moorgebieten gekennzeichneten Dreieck sind zahlreiche Monumente der Vor- und Frühgeschichte und solche aus geschichtlicher Zeit zu finden. Dabei handelt es sich um:
- Befestigungen (Heidenschanze, Holzurburg, Monsilienburg, Rosenburg)
- Burgen (Altenwalde, Pipinsburg)
- Grabhügel, Jedutenhügel
- Megalithanlagen: Hünenbetten ohne Kammer, Rechteckdolmen, Ganggräber (Hohensteine, Grundoldendorf, Hünenstein, Deinste)
- Steinkisten (Hagenah, Heerstedt, Flögeln)
- Wurten (Feddersen Wierde)
- der Gravenberg und der Wanhödener Berg sind Anhöhen, deren Sinn und Bedeutung noch unerforscht ist.

### Sehenswürdigkeiten
- Altstadt von Stade
- Deutscher Olymp, höchster Punkt des Elbe-Weser-Dreiecks in der Wingst
- Künstlerkolonie Worpswede
- Fischerhude
- Teufelsmoor
- Moorexpress
- Schwebefähre Osten–Hemmoor
- Alte Liebe (Cuxhaven)
- Orgellandschaft zwischen Elbe und Weser
- Schloss Ritzebüttel
- Fort Kugelbake
- Festung Grauerort
- In Ihlienworth ist eine Flöte (Bootstyp) ausgestellt
- Stammlager X B, Gedenkstätte in Sandbostel

### Kulturlandschaftsraum
Der Kulturlandschaftsraum Elbe-Weser-Geest umfasst ein 4500 km² großes Gebiet. Diese Zuordnung zu den Kulturlandschaften in Niedersachsen hat der Niedersächsische Landesbetrieb für Wasserwirtschaft, Küsten- und Naturschutz (NLWKN) 2018 getroffen. Ein besonderer, rechtlich verbindlicher Schutzstatus ist mit der Klassifizierung nicht verbunden.

## Verkehr
Wie kein anderer betrieb Friedrich Gravenhorst die verkehrstechnische Erschließung des Elbe-Weser-Dreiecks. Die als „Rollbahn“ bezeichnete Bahnstrecke Wanne-Eickel–Hamburg und die Bundesautobahn 1 (Hansalinie) markieren in etwa die südliche Grenze des Elbe-Weser-Dreiecks.

### Straßen
Zufahrten sind die Bundesautobahn 26 (Harburg–Horneburg–Stade) und die Bundesautobahn 27
(Bremen–Bremerhaven–Cuxhaven). Hinzu kommen einige Bundesstraßen. Bremerhavens wichtigste Straße, die (ehemalige) Bundesstraße 6, ist in Geestemünde nach der Elbe und in Wulsdorf nach der Weser benannt. Dem Stück dazwischen hat Georg V. (Hannover) den Namen gegeben.
- Bundesstraße 71, Magdeburg – Bremervörde – Bremerhaven
- Bundesstraße 74, von Südwesten (Berne) nach Bremervörde – Stade
- Bundesstraße 212, links der Weser: oldenburgische Wesermarsch – Weserfähre Bremerhaven–Nordenham
- Bundesstraße 437, von Westen/Ostfriesland durch den Wesertunnel
- Bundesstraße 495, Bremervörde – Elbfähre Glückstadt–Wischhafen

### Eisenbahnen
Die Deutsche Bahn betreibt die zweigleisigen Bahnstrecken
- Niederelbebahn von Hamburg nach Cuxhaven
- Bremen–Bremerhaven

und die eingleisige Bahnstrecke
- Bremerhaven–Cuxhaven.

Die Eisenbahnen und Verkehrsbetriebe Elbe-Weser (EVB) betreiben die eingleisigen Bahnstrecken
- Bremerhaven-Wulsdorf–Harsefeld
- Hesedorf–Stade
- Bahnstrecke Buxtehude–Harsefeld
- Bremervörde–Osterholz-Scharmbeck
- Wilstedt–Tostedt. Der Streckenabschnitt Wilstedt–Zeven wurde für touristische Eisenbahn-Draisinen vermietet.

### Häfen
Es bestehen Seehäfen in Bremerhaven, Bremen, Cuxhaven und Bützfleth. Auf Aller, Oste und einigen Kanälen können Binnenschiffe verkehren, auf Weser und Elbe auch Seeschiffe.

### Flughäfen
Große militärische Bedeutung hat der Fliegerhorst Nordholz. In Hellwege befindet sich der Flugplatz Weser-Wümme. Der Flugplatz Stade ist ein Sonderlandeplatz. Der Verkehrslandeplatz Bremerhaven-Luneort wurde 2016 stillgelegt.

## Orte im Elbe-Weser-Dreieck
Agathenburg,
Ahlerstedt,
Alfstedt,
Anderlingen,
Apensen,
Appeln,
Armstorf,
Aschwarden,
Axstedt,
Bad Bederkesa,
Bargstedt,
Basdahl,
Beckdorf,
Belum,
Beverstedt,
Bliedersdorf,
Bremen-Blumenthal,
Burglesum,
Vegesack,
Bremerhaven,
Bremervörde,
Brest,
Bülkau,
Buxtehude,
Cadenberge,
Cappel,
Cuxhaven,
Deinste,
Dollern,
Dorum,
Drangstedt,
Driftsethe,
Drochtersen,
Düdenbüttel,
Ebersdorf,
Elmlohe,
Engelschoff,
Farven,
Flögeln,
Fredenbeck,
Frelsdorf,
Garlstedt,
Geestland,
Geestenseth,
Geversdorf,
Gnarrenburg,
Grasberg,
Großenwörden,
Grünendeich,
Guderhandviertel,
Hagen im Bremischen,
Hambergen,
Hammah,
Harsefeld,
Harriersand,
Hechthausen,
Heerstedt,
Heilshorn,
Hemmoor,
Hemslingen,
Himmelpforten,
Hipstedt,
Hollern-Twielenfleth,
Hollen,
Hollnseth,
Holste,
Horneburg,
Ihlienworth,
Iselersheim,
Jork,
Kirchwistedt,
Köhlen,
Kuhstedt,
Kutenholz,
Lamstedt,
Langen (Geestland),
Lilienthal,
Lintig,
Loxstedt,
Lübberstedt,
Lunestedt,
Midlum (Land Wursten),
Mittelnkirchen,
Mittelstenahe,
Mulsum,
Neuhaus (Oste),
Neuenkirchen (Hadeln),
Nordleda,
Nordholz,
Nottensdorf,
Oberndorf (Oste),
Odisheim,
Oerel,
Ohlenstedt,
Oldendorf (Landkreis Stade)
Osterbruch,
Osterholz-Scharmbeck,
Ostereistedt,
Osten (Oste),
Otterndorf,
Padingbüttel,
Rade (Schwanewede),
Rhade,
Ringstedt,
Ritterhude,
Sandbostel,
Sandstedt,
Sauensiek,
Scharmbeckstotel,
Schiffdorf,
Schwanewede,
Seedorf (bei Zeven),
Sellstedt,
Selsingen,
Spaden,
Stade,
Steinau,
Steinkirchen (Altes Land),
Stinstedt,
Stotel,
Stubben,
Tarmstedt,
Uthlede,
Vollersode,
Wanna,
Wehdel,
Westertimke,
Westerwalsede,
Wilstedt,
Wingst,
Wollingst,
Worpswede,
Wremen,
Wulsbüttel,
Zeven.

## Landeskinder
Zwischen Weser, Elbe und Nordsee beheimatet oder heimisch geworden, befassen sich manche Heimatkundler zeitlebens mit der Eigenart des Landes.
- Männer vom Morgenstern, heimatkundliche Vereinigung für Bremen und Niedersachsen
- Hermann Allmers (1821–1902), „Marschendichter“
- Hans Aust (1926–1984), Lehrer, Archäologe
- Richard Cappelle (1886–1954), Lehrer, Historiker
- Johann Jacob Cordes (1880–1976), Pädagoge, Heimatforscher
- Johannes Göhler (1934–2018), Pastor in Ringstedt
- Heinrich Egon Hansen (1930–1996), Lehrer, Laienschauspieler
- Ernst Klemeyer (1904–1992), Jurist und Politiker
- Luneberg Mushard (1672–1708), Lehrer, Historiker
- Martin Mushard (1699–1770), Pastor, Archäologe
- Heinrich Friedrich Plettke (1864–1942), Lehrer in Bremervörde
- Johann Hinrich Pratje (1710–1791), Generalsuperintendent der Herzogtümer Bremen und Verden, Historiker
- Benno Eide Siebs (1891–1977), Landrat in Hadeln, Richter in Bremerhaven und Dorum, Ehrenvorsitzender der Männer vom Morgenstern